# Croci di Dartmoor
Le croci di Dartmoor sono una serie di croci in pietra che si possono trovare nel Parco Nazionale di Dartmoor, al centro del Devon, in Inghilterra. Molte di loro sono riferimenti antichi per viaggiatori all'interno della brughiera, vasta e senza punti di riferimento. Alcune indicano ancora oggi antiche strade medievali per giungere a locali abbazie ed erano quindi utilizzate anche dai pellegrini. Altre croci vennero erette come memoriali, come luogo di preghiera o come punti importanti. Le croci vennero erette lungo un periodo prolungato, alcune hanno circa 100 anni ma le più antiche ne hanno quasi 1000.
Nel 2005, il Dartmoor National Park Authority ha dato vita ad un progetto con microchip per sondare gli artefatti in granito più vulnerabili come alcune di queste croci o per evitare che vadano rubate.

## Leggenda

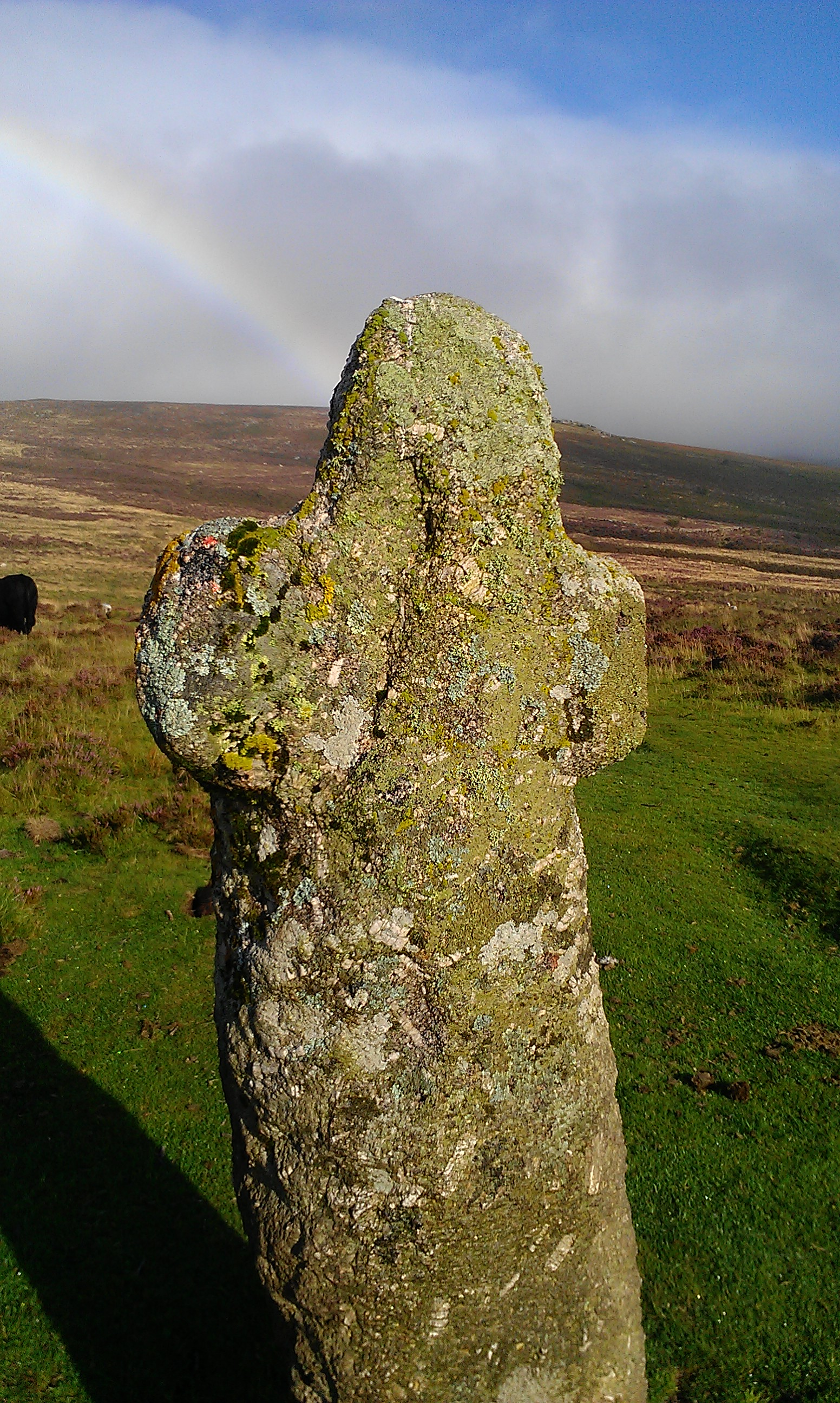
Dettaglio della Bennett's Cross

Vi è una leggenda sull'origine di queste croci. La storia parla di quattro monaci che erano intenzionati a seguire la rigida vita imposta dal loro abate. Quando l'abate dovette recarsi in Italia, i quattro decisero di far festa, ma necessitavano di denaro e per questo uccisero e derubarono un ricco ebreo. In quella stessa sera si presentò a loro un messaggero che disse di venire per conto dell'abate che li condusse nella brughiera che era coperta di neve e ghiacciata. Quando raggiunsero il posto convenuto essi si resero conto che la guida che li aveva li condotti altri non era che il fantasma dell'ebreo che avevano ucciso.
Il fantasma li ipnotizzò ed i quattro si diressero verso la palude dove vennero risucchiati dalle acque gelate. L'abate, il quale non era al corrente dell'assassinio dell'ebreo, venuto però a conoscenza della loro morte, fece apporre sul posto una croce perché servisse di memoria per i quattro e per i futuri visitatori della brughiera così che non potessero perdersi in futuro.

## Croci degne di menzione

### Bennett's Cross

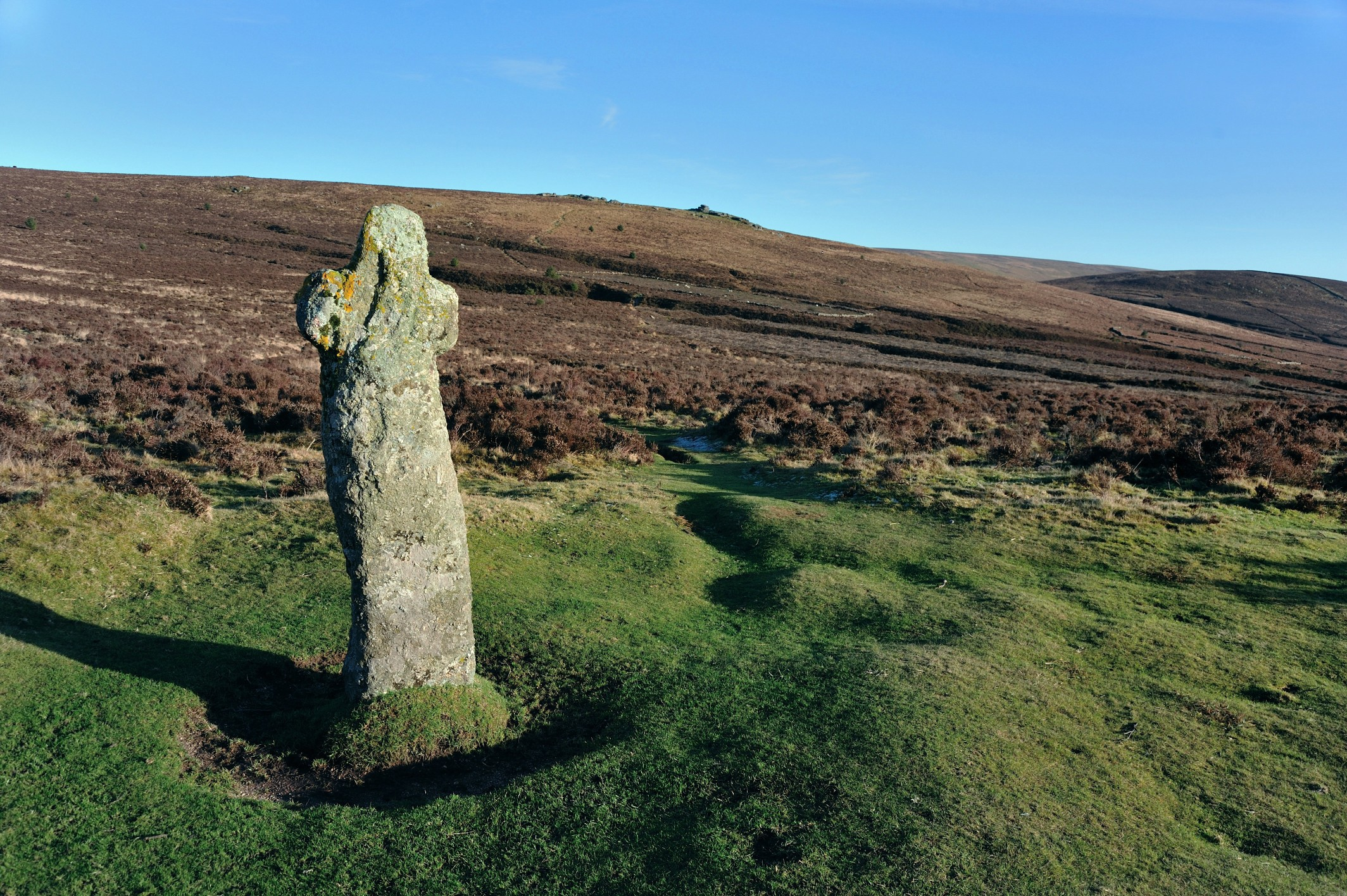
Bennett's Cross

Questa croce si trova presso la strada che da Moretonhampstead conduce a Two Bridges, a circa 900 m a nord-ovest di Warren House Inn. Essa venne probabilmente eretta in questo punto per due motivi: come marcatore per il sentiero qui esistente prima della costruzione della strada e per indicare il confine tra i terreni delle parrocchie di Chagford e North Bovey, che scorre proprio in linea alla strada. Null'altro si sa della storia di questa croce, anche se la sua forma grossolana suggerisce che essa sia particolarmente antica. Successivamente le vennero incise le lettere WB per indicare il confine di Headland Warren, una delle aree minerarie di Vitifer Mine. Essa sopravvisse probabilmente proprio per questo motivo perché altre due croci analoghe sullo stesso percorso vennero rimosse nel corso del XIX secolo.
L'origine del nome è sconosciuta. Nel 1902, William Crossing, il noto scrittore di Dartmoor, riportò che essa era già menzionata in un documento del 1702 come già nota da lungo tempo. È stato supposto che essa sia stata eretta dai monaci benedettini locali ("Bennet" era la forma comune per "Benedict", "Benedetto" appunto) o che il suo nome sia derivato da William Bennet, un minatore che prese parte al Stannary Parliament a Crockern Tor all'inizio del XVI secolo.

### Cadover Cross

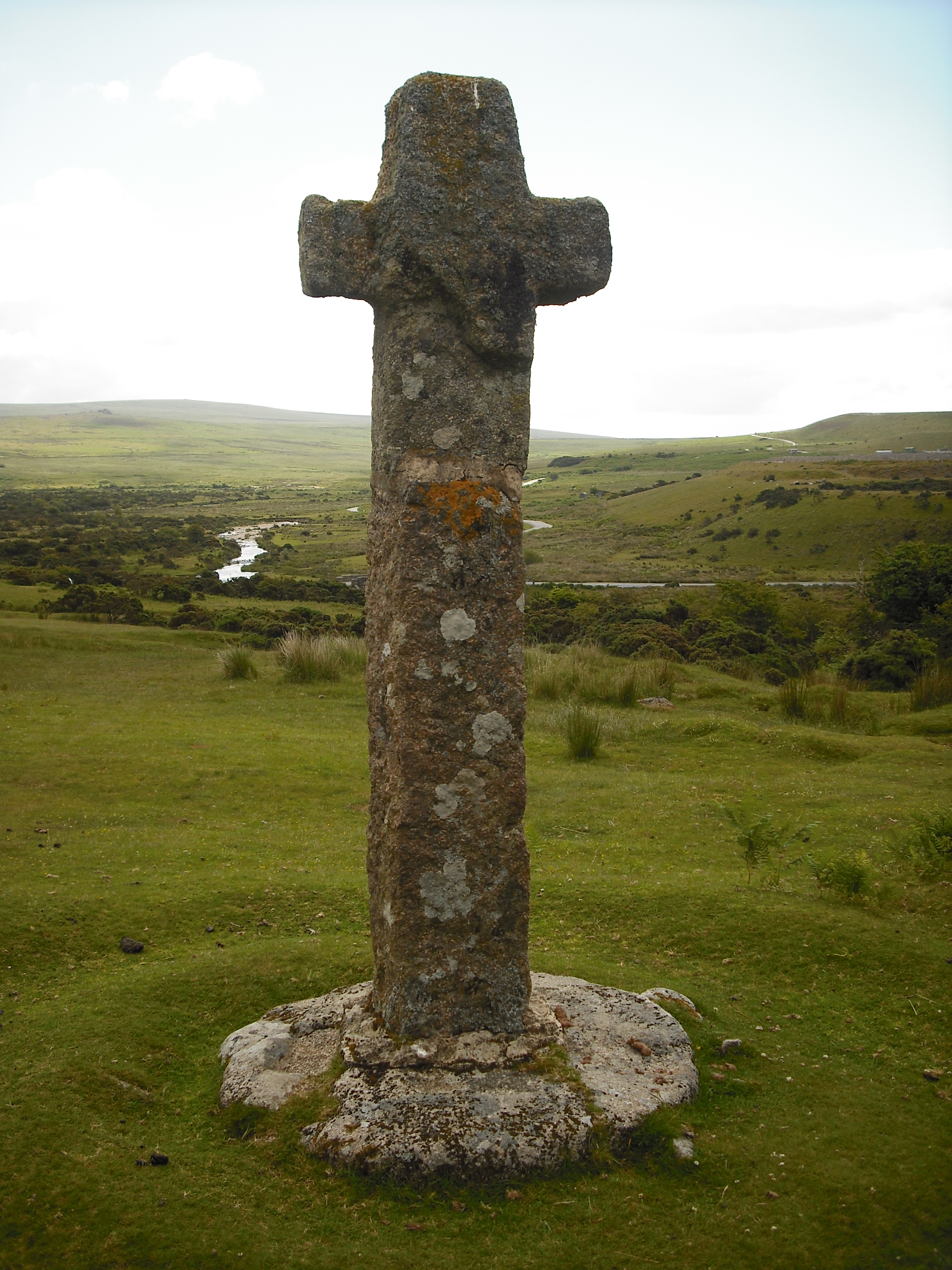
La Cadover Cross

La Cadover Cross si trova presso Wigford Down, a circa 250 metri a nord-ovest di Cadover Bridge sulla strada minore che da Plympton conduce a Yelverton. Due importanti strade del XII secolo sfruttavano l'attraversamento del fiume in questa area, una che conduceva da Tavistock al priorato di Plympton, l'altra da Ivybridge verso Cornwood, perciò questo è il motivo per cui probabilmente questa croce venne eretta. La prima evidenza documentaria di questa croce risale al 1381.
La parte superiore della croce venne scoperta da dei soldati nel 1873 e su richiesta del vicario del vicino villaggio di Shaugh Prior essa venne sistemata sulla croce. Nel 1901 questa cadde nuovamente rimanendo ai piedi della croce sino al 1915 quando Hugh Breton, vicario di Sheepstor, la risistemò, sfruttando inoltre l'originario basamento ritrovato compiedo degli scavi sul sito.
All'inizio del XX secolo vennero scoperte delle incisioni sulle facce della croce, ma esse ad oggi sono appena visibili.

### Crazywell Cross

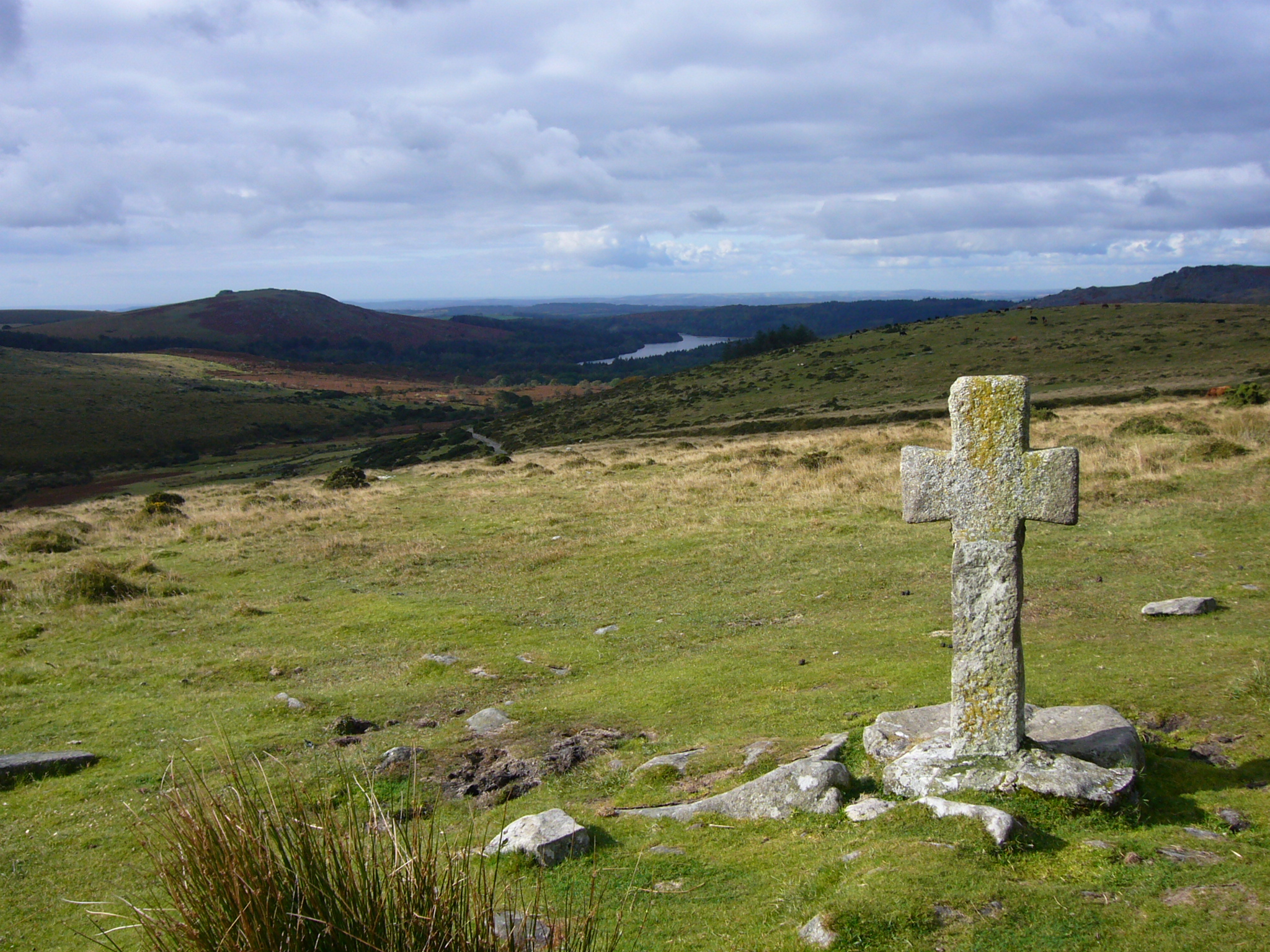
La Crazywell Cross

La Crazywell Cross è una croce antica che si trova nei pressi della palude di Crazywell Pool a sud di Dartmoor. Con forma di croce patente, essa venne probabilmente utilizzata per indicare il tracciato (la Monks' Path) dall'Abbazia di Buckfast verso l'Abbazia di Tavistock. La cima della croce si staccò in tempo imprecisato e venne ritrovato poco distante da William Crossing. Nel 1952 la Dartmoor Preservation Association riportò che la croce era stata danneggiata e pertanto vennero eseguiti dei restauri accurati anche per renderne più sicura e durevole la base.
Molte leggende e superstizioni sono legate a questa croce: si dice che Crazywell Pool fosse senza fine e che le sue acque fossero in grado di predire la morte di un monaco. Si disse inoltre che una strega infestava il luogo dando noia alla gente che abitava il luogo. Pare che questa stessa strega abbia parlato con Piers Gaveston, probabile amante di Edoardo II, consigliandolo di tornare alla corte del re dopo essere stato bandito in Irlanda dicendogli "la tua umile testa salirà tanto in alto ora". Come predetto correttamente dalla strega, ma probabilmente come non auspicato dallo stesso Gaveston, venne catturato dai nemici del re, decapitato e la sua testa venne posta sul bastione più alto del castello.

### Goldsmith's Cross

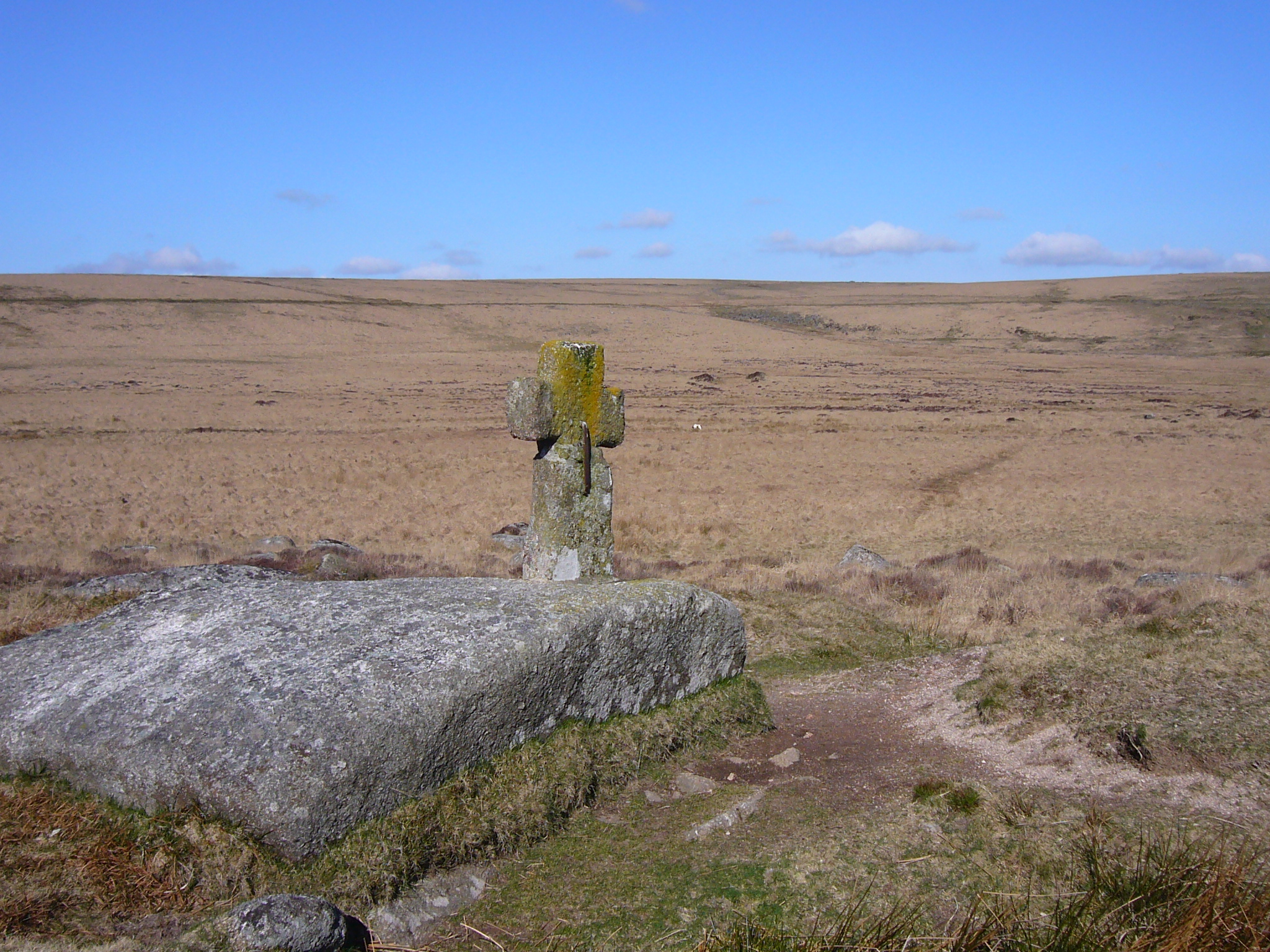
La Goldsmith's cross

La Goldsmith's cross si trova nell'area di Fox Tor Mire tra la Childe's Tomb e la Nun's Cross, lungo il Monks' Path. Venne così chiamata in onore del tenente M. Lennon Goldsmith che ne scoprì la base, la parte superiore e quella inferiore spezzate in tre parti, nel 1903, riassemblandola nel luogo originario. Egli comunicò la sua scoperta a William Crossing il cui dettagliato libro sulle croci di Dartmoor era da poco stato pubblicato. La croce venne descritta per la prima volta nel 1910 nel suo Guide to Dartmoor. La croce si presenta corta in quanto evidentemente mancante di alcune parti mai ritrovate.

### Horn's Cross

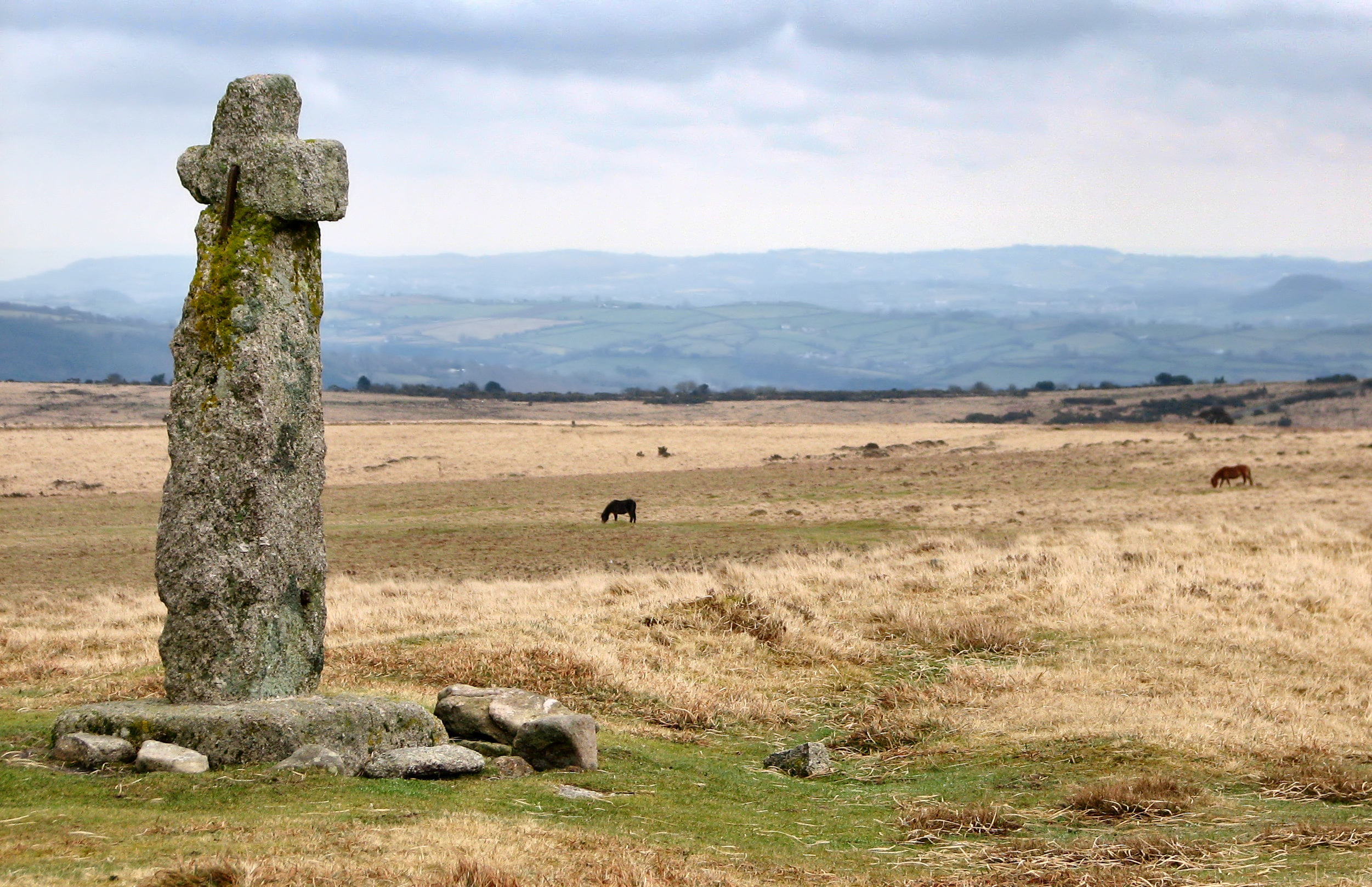
La Horn's Cross

La Horn's Cross si trova nella parte più bassa di Holne Ridge, ad est di O Brook ed a 0,8 km più a sud di Combestone Tor. Essa è posta alla congiunzione tra il Monks' Path ed un sentiero utilizzato dai contadini della brughiera che da Hexworthy si portavano a South Brent.
Nel 1887, William Crossing scrisse che questa croce era pesantemente danneggiata. La parte apicale della croce, infatti, presenta un solo braccio completo mentre l'altro appare spezzato ed anche la parte superiore è stata sostenuta tramite l'uso di un ferro che ancora oggi è chiaramente visibile sul retro della croce stessa.
Presso la croce sono state trovate diverse tombe dell'Età del Bronzo in forma di cairn nonché allineamenti di pietre. La cairn più vicina alla croce (a 60 m a ovest) venne scavata da Robert Burnard nel 1905. Secondo lui all'interno vi si trovarono una gran quantità di carbone e ossa bruciate, ma nessun altro ritrovamento".

### Mount Misery Cross

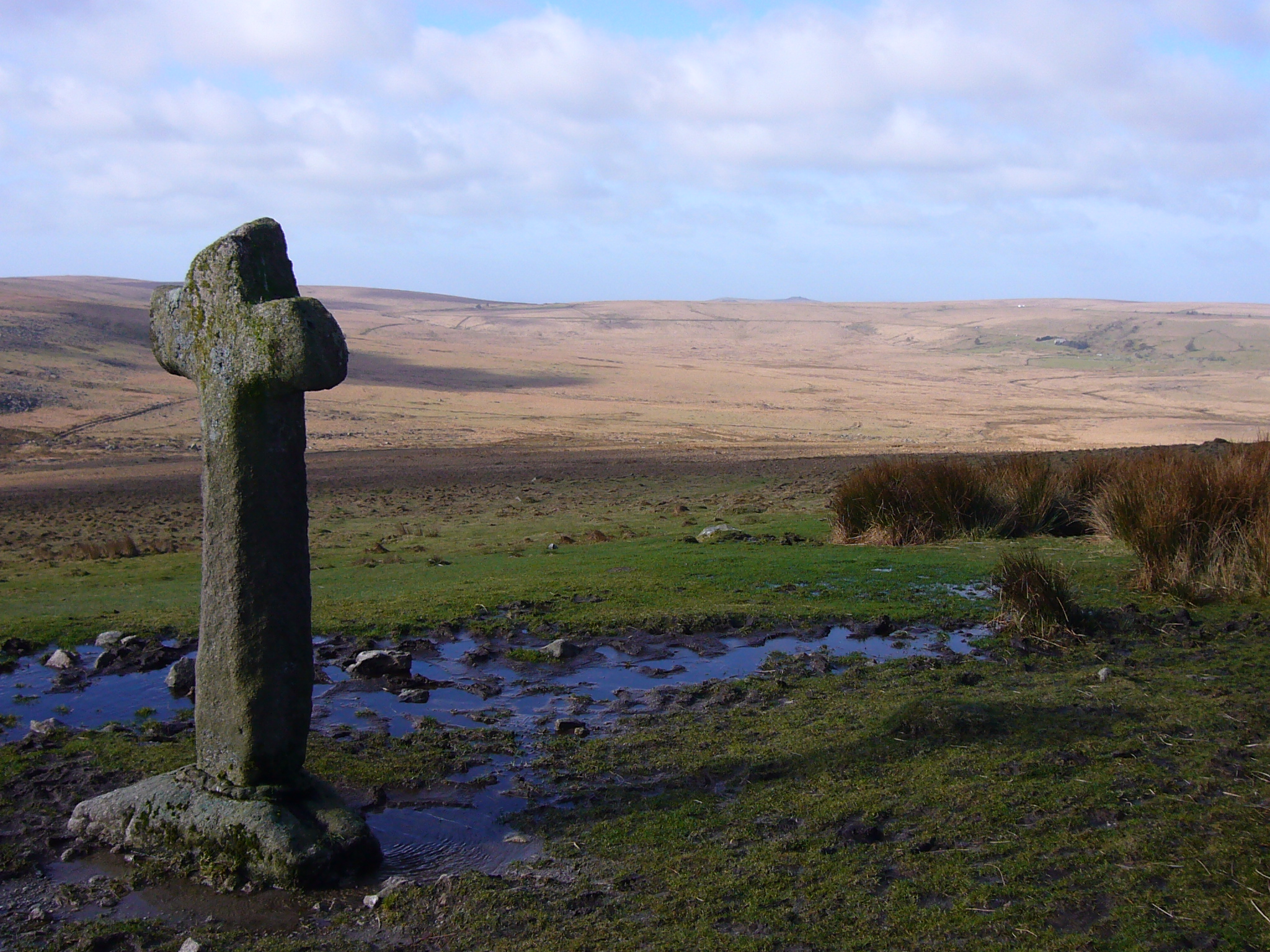
La Mount Misery cross

Come la Crazywell Cross, venne utilizzata per il Monks' Path tra l'Abbazia di Buckfast e l'Abbazia di Tavistock. Il nome di "Misery" venne dato aquesto posto per le acque misteriose di Fox Tor Newtake. Quando William Crossing per primo incontrò questa croce essa era caduta sul terreno. Nel 1879 venne ri-eretta, ma cadde nuovamente nel 1881. Crossing assistette alla sua ri-erezione nel 1885, così come rimane tutt'oggi.
La presenza del Fox Tor non distante fu tra le ispirazioni per la creazione del Grimpen Mire, dove Sir Arthur Conan Doyle ambientò il suo Il mastino di Baskerville.

### Nun's Cross o Siward's Cross

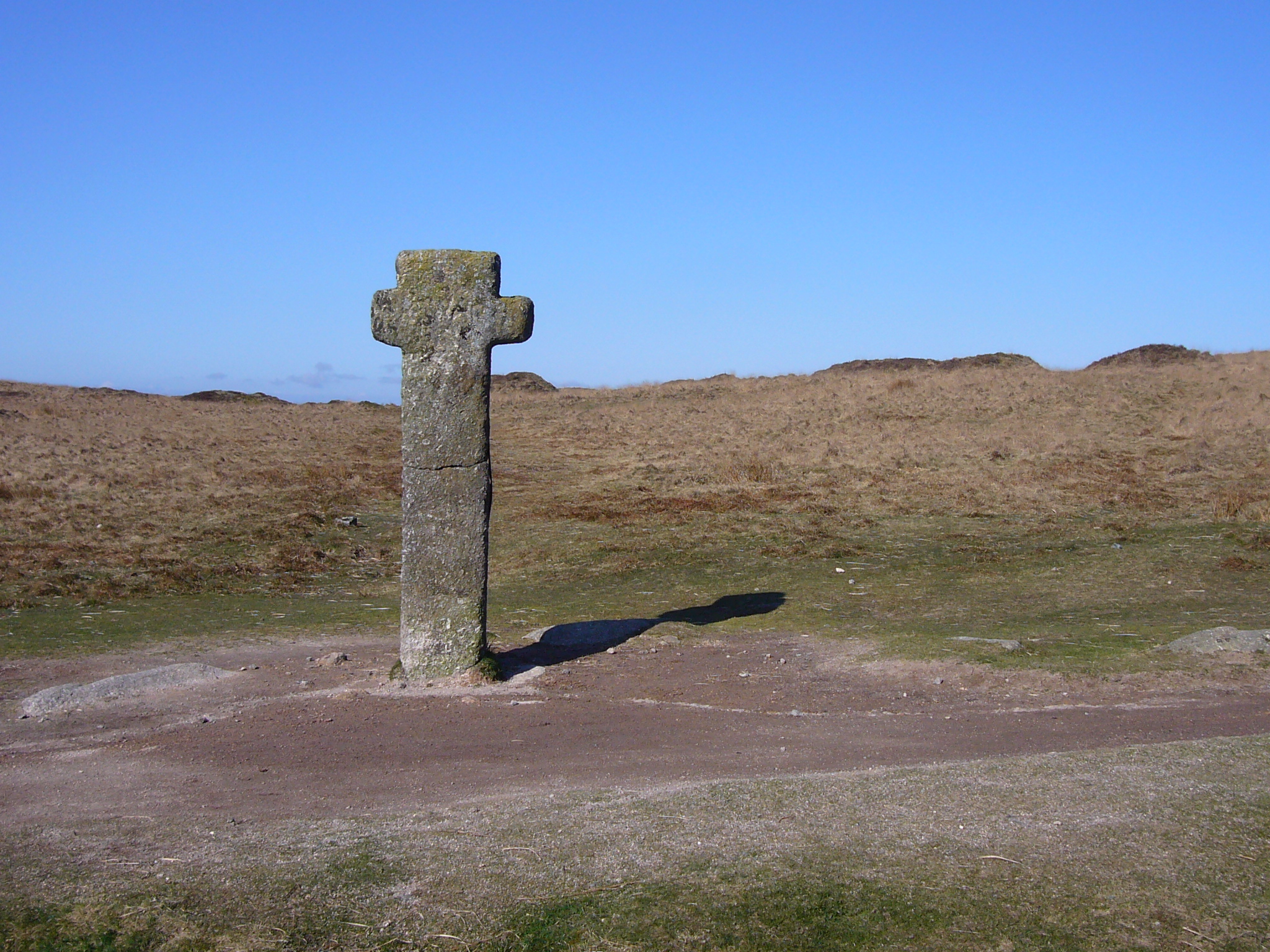
La Siward's cross

È questa la più grande e la più antica delle croci di Dartmoor ad essere ricordata, venendo menzionata già dal 1240 in uno scritto sulla Foresta di Dartmoor. È storicamente noto che la Siward's Cross sia connessa a Siward, conte di Northumbria all'epoca di Edoardo il Confessore. Siward era signore del castello di Tavei (probabilmente l'attuale Mary Tavy) e tra i fondatori della Cattedrale di Exeter nel 1050. La derivazione del nome alternativo di Nun's Cross, indicato anche come "Nannecross", risale invece al 1699, ma è sconosciuta, anche se William Crossing suggerisce che essa possa derivare da un termine cornu-celtico "nans" o "nant" che significa appunto valle.
La croce venne probabilmente eretta durante il regno di Edoardo il Confessore (1042–1066), e si trovava posta al congiungimento tra due strade principali della brughiera: la Monks' Path e la Abbots' Way, entrambe colleganti l'Abbazia di Buckfast con l'Abbazia di Tavistock e con l'Abbazia di Buckland. Essa venne abbattuta nel 1846, ma venne restaurata nel 1848 su proposta di Sir Ralph Lopes.
Entrambe le facce della croce riportano delle iscrizioni che furono oggetto di discussione sin dal XIX secolo. Sulla faccia ad ovest sembra leggersi BOC LAND, indicando quindi il limitare delle terre dell'Abbazia di Buckland, ma secondo altri vi sarebbe l'inscrizione ROOLANDE. Sulla facciata est si trova l'inscrizione SIWARD o SYWARD.

### Spurrell's Cross

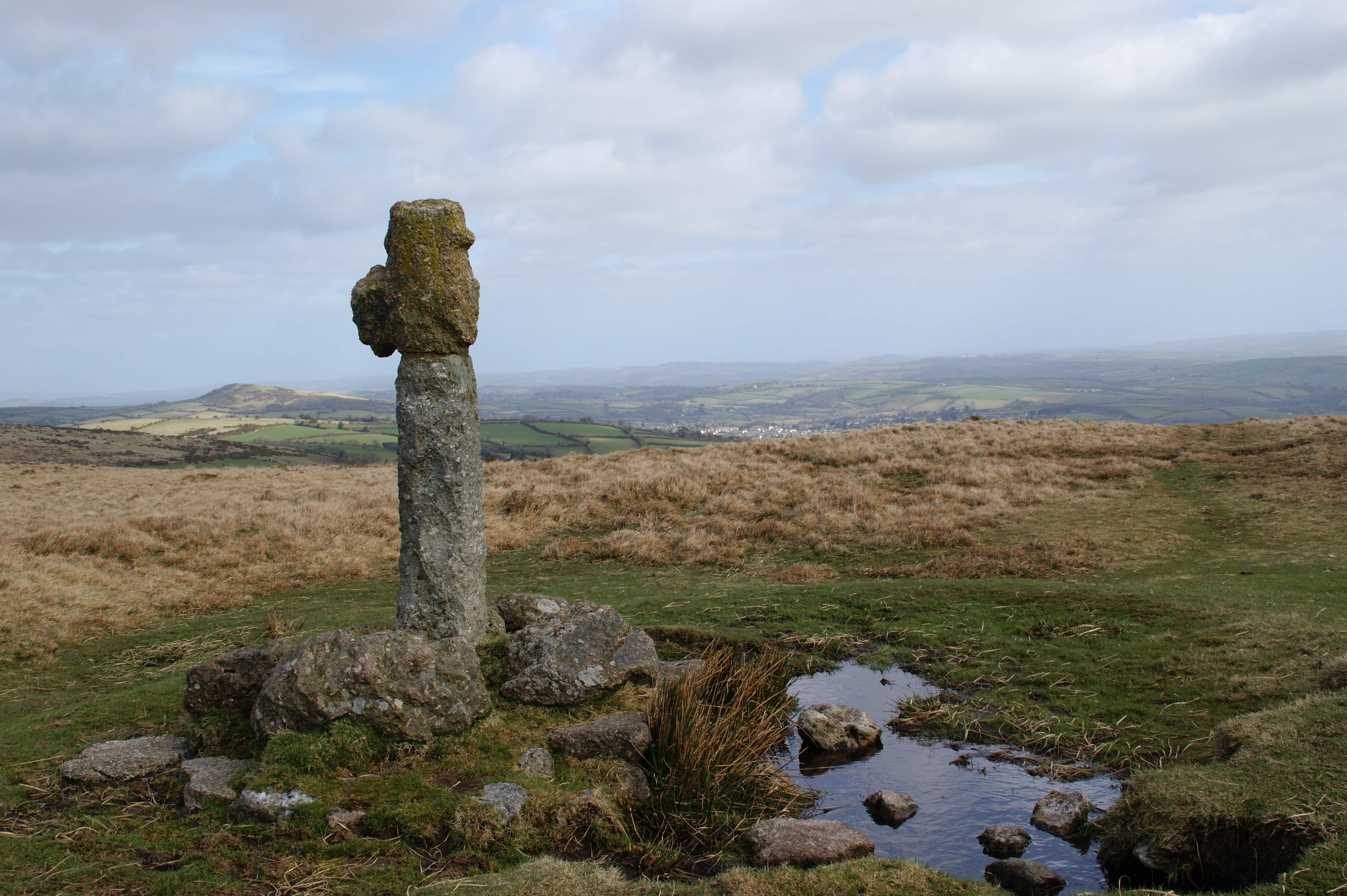
La Spurrell's Cross

Collocata presso Ugborough Moor, a tre miglia a nord-est di Ivybridge, questa croce si trova all'incrocio di due antiche strade, una in direzione est-ovest tra Exeter e Plymouth, ed una nord-sud verso Blackwood.
Questa croce è l'unica di Dartmoor ad avere le braccia decorate in un modo molto popolare nel XIV secolo. Essa è comunque pesantemente danneggiata (le manca completamente un braccio) e solo la parte terminale può essere considerata completamente originale. Una croce con disegno molto simile si trova nella chiesa del villaggio di Ermington, a circa quattro miglia dal sito. La Spurrell's Cross venne restaurata nel 1931 per merito della Dartmoor Preservation Association, ma venne cadde successivamente, venendo ri-eretta nel 1954 dalla medesima organizzazione.

### Ter Hill crosses

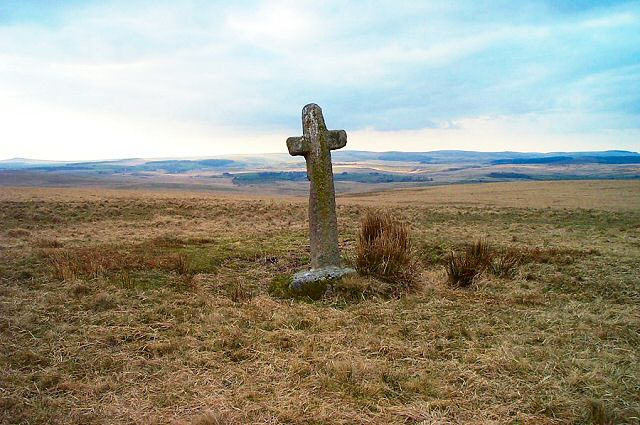
Ter Hill – la croce di nordest

Vi erano due croci a Ter Hill — una a sudovest ed una a nordest. Quella a sudovest venne pesantemente danneggiata e reputata troppo fragile per rimanere nella sua collocazione originaria, venne spostata al Jack Wigmore Memorial Garden (High Moorland Centre, Princetown). Al suo posto ne è stata costruita una replica in loco nel 1994. Quella di nordest invece venne rimossa dal suo luogo originario nel XVII secolo ad opera di Mr. Coaker di Sherberton, che la pose nel proprio cortile. La croce venne riportata al suo posto originario nel 1885.

## Altre croci
Vi sono 132 croci in tutto nei confini del National Park, secondo Harrison. Nel tempo alcune delle antiche croci sono andate perse come ad esempio quelle riportate da Amicia, contessa di Devon nel 1280 durante il suo atto di donazione di alcune terre all'Abbazia di Buckland (Copriscrosse, Wolewille, Maynstoncross, Smalacumbacrosse e Yanedonecross). Queste sono alcune tra le più famose sopravvissute sino ai nostri giorni:
- Childe's Tomb
- Fingle Bridge Cross
- Harton Cross
- Hexworthy Cross
- Hobajohn's Cross
- Huntingdon Cross
- Maggie Cross
- Petre's Cross
- Sampford Spiney Cross
- Shaugh Prior crosses
- Sherwell Cross
- Week Down Cross
- Widecombe crosses
- Widgery Cross